# 小倉クラッチ
小倉クラッチ株式会社（おぐらクラッチ、英: Ogura Clutch Co., Ltd.）は、群馬県桐生市に本社を置くクラッチ、ブレーキを扱う機械メーカーである。東京証券取引所スタンダード市場に上場している企業である。
一般産業用のクラッチ/ブレーキからスーパーチャージャー、レース用の強化クラッチ、更には防災機器まで多種多様な製品を手掛ける。特にカーエアコン用クラッチでは世界トップシェアを誇る。レース用強化クラッチは、ブランド名（Ogura Racing Clutch）の略称で自動車愛好家からORCと呼ばれることもある。

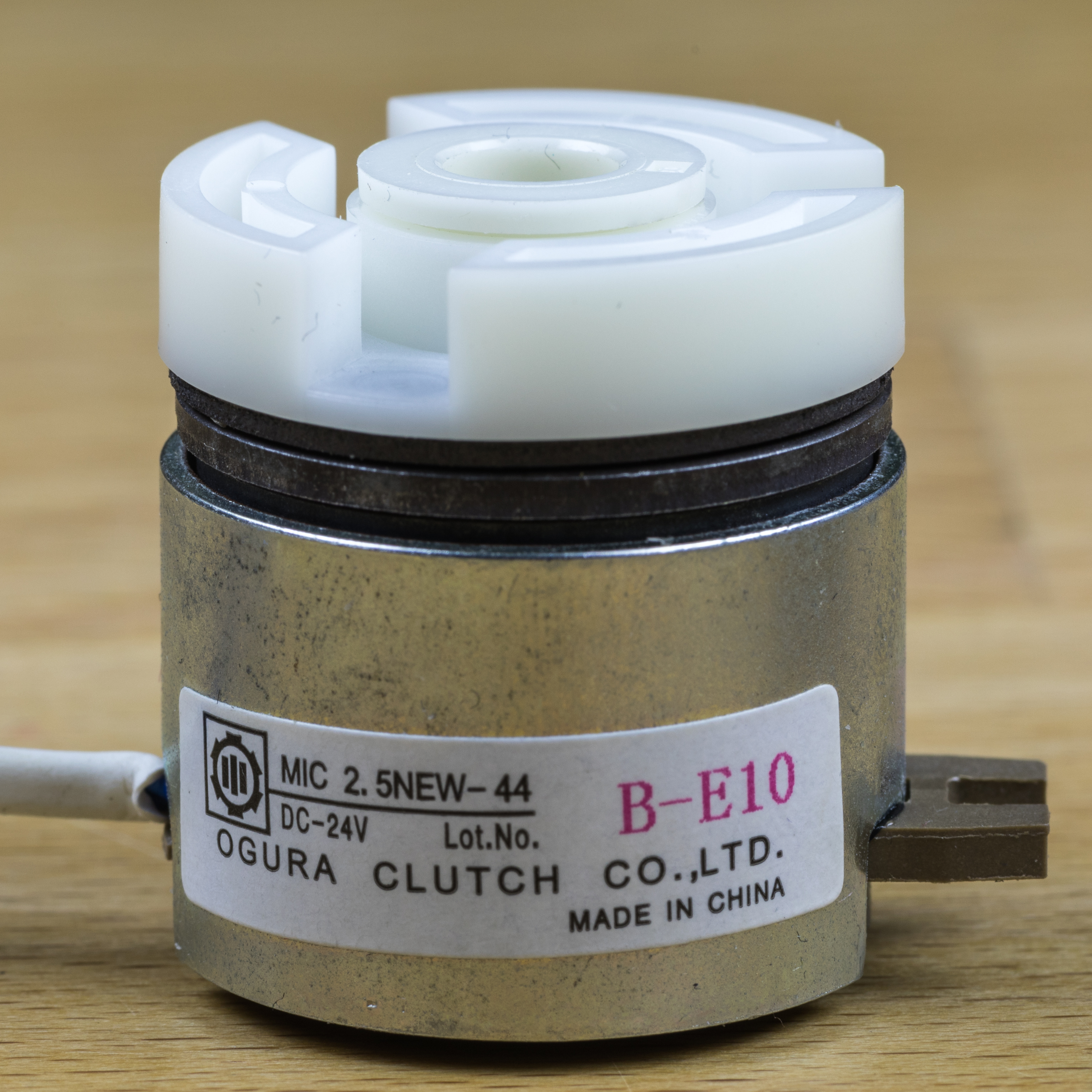

## 沿革
- 1938年5月25日 - 創業。
- 1948年5月 - 小倉精密工業株式会社設立。
- 1952年5月 - 朝香工芸社に事業譲渡。小倉精密工業休眠。
- 1954年2月 - 朝香工芸社を法人化し朝香工芸株式会社設立。
- 1957年4月 - 朝香工芸株式会社が株式会社小倉製作所に社名変更。
- 1961年5月 - 株式会社小倉製作所が小倉クラッチ株式会社に社名変更。
- 1962年10月 - 休眠中の小倉精密工業が小倉クラッチを吸収合併し、小倉クラッチ株式会社に社名変更。
- 1963年5月 - 株式を店頭公開（現在のJASDAQ）。
- 1971年6月 - 電磁クラッチの輸出拡大により3年連続輸出貢献企業として通商産業大臣表彰を受ける。
- 2006年9月 - 東洋クラッチ株式会社を完全子会社化。（現・連結子会社）
- 2007年12月 - オグラ･コーポレーション（現・連結子会社）を存続会社とする吸収合併により、ヒューロン･プレシジョン・パーツ・コーポレーションは消滅。
- 2008年5月 - 創立70周年記念式典を開催。
- 2010年4月 - ジャスダック証券取引所と大阪証券取引所の合併に伴い、大阪証券取引所JASDAQ市場に上場。
- 2014年12月 - 一般社団法人日本経済団体連合会に入会。
- 2018年5月 - 創業80周年記念式典を開催。
- 2018年7月 - 子会社として㈱三泉を設立し、旧三泉より事業承継。
- 2019年 - 砂永精工電子（東莞）有限公司の持分取得、子会社化。